# Numerična apertura
Numerična apertura (NA) optičnega sistema je brezrazsežna količina, ki označuje obseg kotov, pod katerimi lahko sistem sprejme ali odda svetlobo. Z vključitvijo lomnega količnika v definicijo ima NA lastnost, da je konstanten za žarek, ko prehaja iz enega materiala v drugega, pod pogojem, da na vmesniku ni lomne moči. Natančna definicija izraza se nekoliko razlikuje med različnimi področji optike. Numerična apertura se običajno uporablja v mikroskopiji za opis sprejemnega stožca objektiva (in s tem njegove sposobnosti zbiranja svetlobe in ločljivosti). Podobno pri optičnih vlaknih opisuje obseg kotov, znotraj katerih se bo svetloba, ki vpada na vlakno, prenašala po njem.